# Pseudozarba leucopera
Pseudozarba leucopera is een vlinder uit de familie van de uilen (Noctuidae). De wetenschappelijke naam van deze soort werd voor het eerst voorgesteld als Eustrotia leucopera door George Francis Hampson in een publicatie uit 1910.
De soort komt voor in India (Andhra Pradesh).